# NASCAR Winston Cup 1991
De NASCAR Winston Cup 1991 was het 43e seizoen van het belangrijkste NASCAR kampioenschap dat in de Verenigde Staten gehouden wordt. Het seizoen startte op 17 februari met de Daytona 500 en eindigde op 17 november met de Hardee's 500. Dale Earnhardt won het kampioenschap voor de vijfde keer in zijn carrière. De trofee rookie of the year werd gewonnen door Bobby Hamilton.

## Races
Top drie resultaten, exhibitie- en kwalificatiewedstrijden staan niet vermeld.
| '  | Datum  | Race                         | Circuit                         | Winnaar         | Tweede          | Derde           |
| 1  | 17-feb | Daytona 500                  | Daytona International Speedway  | Ernie Irvan     | Sterling Marlin | Joe Ruttman     |
| 2  | 24-apr | Pontiac Excitement 400       | Richmond International Raceway  | Dale Earnhardt  | Ricky Rudd      | Harry Gant      |
| 3  | 3-mrt  | Goodwrench 500               | North Carolina Speedway         | Kyle Petty      | Ken Schrader    | Harry Gant      |
| 4  | 18-mrt | Motorcraft Quality Parts 500 | Atlanta Motor Speedway          | Ken Schrader    | Bill Elliott    | Dale Earnhardt  |
| 5  | 7-apr  | TranSouth 500                | Darlington Raceway              | Ricky Rudd      | Davey Allison   | Michael Waltrip |
| 6  | 14-apr | Valleydale Meats 500         | Bristol Motor Speedway          | Rusty Wallace   | Ernie Irvan     | Davey Allison   |
| 7  | 21-apr | First Union 400              | North Wilkesboro Speedway       | Darrell Waltrip | Dale Earnhardt  | Jimmy Spencer   |
| 8  | 28-apr | Hanes 500                    | Martinsville Speedway           | Dale Earnhardt  | Kyle Petty      | Darrell Waltrip |
| 9  | 6-mei  | Winston 500                  | Talladega Superspeedway         | Harry Gant      | Darrell Waltrip | Dale Earnhardt  |
| 10 | 26-mei | Coca-Cola 600                | Charlotte Motor Speedway        | Davey Allison   | Ken Schrader    | Dale Earnhardt  |
| 11 | 2-jun  | Budweiser 500                | Dover International Speedway    | Ken Schrader    | Dale Earnhardt  | Harry Gant      |
| 12 | 9-jun  | Banquet Frozen Foods 300     | Infineon Raceway                | Davey Allison   | Ricky Rudd      | Rusty Wallace   |
| 13 | 16-jun | Champion Spark Plug 500      | Pocono Raceway                  | Darrell Waltrip | Dale Earnhardt  | Mark Martin     |
| 14 | 23-jun | Miller Genuine Draft 400     | Michigan International Speedway | Davey Allison   | Hut Stricklin   | Mark Martin     |
| 15 | 6-jul  | Pepsi 400                    | Daytona International Speedway  | Bill Elliott    | Geoff Bodine    | Davey Allison   |
| 16 | 21-jul | Miller Genuine Draft 500     | Pocono Raceway                  | Rusty Wallace   | Mark Martin     | Geoff Bodine    |
| 17 | 28-jul | DieHard 500                  | Talladega Superspeedway         | Dale Earnhardt  | Bill Elliott    | Mark Martin     |
| 18 | 11-aug | Budweiser At The Glen        | Watkins Glen International      | Ernie Irvan     | Ricky Rudd      | Mark Martin     |
| 19 | 18-aug | Champion Spark Plug 400      | Michigan International Speedway | Dale Jarrett    | Davey Allison   | Rusty Wallace   |
| 20 | 24-aug | Bud 500                      | Bristol Motor Speedway          | Alan Kulwicki   | Sterling Marlin | Ken Schrader    |
| 21 | 1-sep  | Heinz Southern 500           | Darlington Raceway              | Harry Gant      | Ernie Irvan     | Ken Schrader    |
| 22 | 7-sep  | Miller Genuine Draft 400     | Richmond International Raceway  | Harry Gant      | Davey Allison   | Rusty Wallace   |
| 23 | 15-sep | Peak AntiFreeze 500          | Dover International Speedway    | Harry Gant      | Geoff Bodine    | Morgan Shepherd |
| 24 | 22-sep | Goody's 500                  | Martinsville Speedway           | Harry Gant      | Brett Bodine    | Dale Earnhardt  |
| 25 | 29-sep | Tyson Holly Farms 400        | North Wilkesboro Speedway       | Dale Earnhardt  | Harry Gant      | Morgan Shepherd |
| 26 | 6-okt  | Mello Yello 500              | Charlotte Motor Speedway        | Geoff Bodine    | Davey Allison   | Alan Kulwicki   |
| 27 | 20-okt | AC Delco 400                 | North Carolina Speedway         | Davey Allison   | Harry Gant      | Mark Martin     |
| 28 | 3-nov  | Pyroil 500                   | Phoenix International Raceway   | Davey Allison   | Darrell Waltrip | Sterling Marlin |
| 29 | 17-nov | Hardee's 500                 | Atlanta Motor Speedway          | Mark Martin     | Ernie Irvan     | Bill Elliott    |

## Eindstand - Top 10
| 1  | Dale Earnhardt  | 4287 |
| 2  | Ricky Rudd      | 4092 |
| 3  | Davey Allison   | 4088 |
| 4  | Harry Gant      | 3985 |
| 5  | Ernie Irvan     | 3925 |
| 6  | Mark Martin     | 3914 |
| 7  | Sterling Marlin | 3839 |
| 8  | Darrell Waltrip | 3711 |
| 9  | Ken Schrader    | 3690 |
| 10 | Rusty Wallace   | 3582 |